# Maire Valtonen
Elsa Maire Ojonen, också känd som Maire Valtonen, född 17 juni 1916 i Dubrovka i Ingermanland, gift Ojonen, död 14 januari 1995 i Kotka, var en finländsk sångerska och skådespelerska. Hon var den mellersta av de tre systrar Valtonen som 1935–1956 utgjorde gruppen Harmony Sisters.
Fadern, Adolf Valtonen, arbetade som kontorist på ett norskägt sågverk söder om Nöteborg i Kejsardömet Ryssland. Som flykting undan Ryska revolutionen (och sedan också undan Finlands inbördeskrig) dog han 1918 i Torneå. Hans fru Ester Valtonen, född Adolfsen, flyttade tillbaka till sin födelsestad Kotka med barnen. Där bodde alltjämt systrarnas mormor Anna Christina (från Töftedal i Dalsland). Systrarnas morfar kom från den norska sidan om gränsen.
Valtonen lärde sig att sjunga och spela gitarr inom Frälsningsarmén i Kotka tillsammans med modern. Hon gick i Kotka Svenska Samskola, och studerade därefter vid Konstuniversitetets Bildkonstakademi. Hennes första soloskiva var Pieni sydän (1939). Sedan Harmony Sisters upplösts flyttade hon till USA år 1957.
I slutet av livet bodde Elsa Ojonen omväxlande i Chicago och i Kotka, där hon dog 1995.

## Kuriosa
Ester Valtonen var syster till president Martti Ahtisaaris farfar. President Ahtisaari (1994–2000) var alltså systrarnas kusinbarn. Under intryck av den åter uppflammande språkstriden i Finland hade Martti Ahtisaaris far år 1937 valt ett förfinskat efternamn istället för det skandinaviska Adolfsen.

## Filmografi
- 1949 – Kvinnan som försvann